# 고금로
고금로(Gogeum-ro)는 전라남도 강진군 마량면 고금대교에서 마량교차로를 잇는 도로이다.

## 주요 경유지
전라남도
- 완도군 고금면 - 강진군 마량면

## 노선
| 이름              | 접속 노선                | 소재지         | 소재지         | 비고           |
| 고금1로와 직결    | 고금1로와 직결           | 고금1로와 직결 | 고금1로와 직결 | 고금1로와 직결 |
| ----------------- | ------------------------ | -------------- | -------------- | -------------- |
| 고금 교차로       |                          | 완도군         | 고금면         |                |
| 온난고개          |                          | 완도군         | 고금면         |                |
| 고금초교앞 교차로 | 고금서로 고금동로        | 완도군         | 고금면         |                |
| (이름없음)        | 국도 제27호선 (고금동로) | 완도군         | 고금면         |                |
| (교량 명칭 미상)  |                          | 완도군         | 고금면         |                |
| 청학교            |                          | 완도군         | 고금면         |                |
| 목넘재            |                          | 완도군         | 고금면         |                |
| 고금 교차로       | 교성길                   | 완도군         | 고금면         |                |
| 고금대교          |                          | 강진군         | 마량면         |                |
| 신마 교차로       | 화병로                   | 강진군         | 마량면         |                |
| 마량1교           |                          | 강진군         | 마량면         |                |
| 마량2교           |                          | 강진군         | 마량면         |                |
| 마량 교차로       | 국도 제23호선 (청자로)   | 강진군         | 마량면         |                |

## 주요 시설및 건물
- S-OIL 삼학주유소 (고금로 665/덕암리 828)